# David Serrada
David Serrada Pariente (Valladolid, 3 de diciembre de 1977) es un político español, diputado por Salamanca en el Congreso durante la XI y XII legislatura.

## Biografía
Nacido en Valladolid, en 1985 su familia se trasladó a Salamanca, ciudad donde ha vivido desde entonces. Es licenciado en Sociología por la Universidad de Salamanca, experto en Ciencia Política y Derecho Constitucional por el Centro de Estudios Políticos y Constitucionales, y posee un máster en Métodos de Estadística Avanzada por la UNED. Ha trabajado como técnico en desarrollo de proyectos en Beta Investigación, técnico en desarrollo de proyectos en Acite Consultores, profesor asociado en la Universidad de Salamanca y como funcionario en el Ayuntamiento de Salamanca.

### Carrera política
Afiliado al PSOE desde su etapa universitaria, desde diciembre de 2021 es Secretario General del PSOE Salamanca. En diciembre de 2015 fue elegido diputado por Salamanca en el Congreso, cargo para el que ha sido reelegido en las siguientes convocatorias electorales de forma sucesiva, manteniéndose actualmente en dicho cargo, merced a su última elección como diputado por Salamanca en las elecciones generales de julio de 2023.